# Buonarroti
Buonarroti is een metrostation in de Italiaanse stad Milaan dat werd geopend op 1 november 1964 en wordt bediend door lijn 1 van de metro van Milaan.

## Geschiedenis
Buonarotti werd eind jaren vijftig van de twintigste eeuw werd gebouwd onder het Piazza Buonarroti en is het eerste station van de Milanese metro. Na meerdere plannen in de eerste helft van de twintigste eeuw werd in 1952 de bouw van een metronet goedgekeurd, bovendien nam de gemeente Milaan de bekostiging van de eerste twee lijnen op zich. Op 24 april 1957 begon de aanleg in een bouwput waar de Via Monte Rosa op het Piazza Buonarotti uitkomt waarvan in beide richtingen gewerkt werd aan de metrotunnel en de stations. Het station is gebouwd naar het standaardontwerp voor de “gemeentelijke” metrostations met de wanden-dakmethode. In 1964 was het initiële deel van lijn 1 klaar voor gebruik en op 1 november 1964 werd de lijn met 21 stations geopend. 

## Ligging en inrichting
Het station ligt 502 meter van Amendola in het westen en 543 meter van Pagano in het oosten. 
De verdeelhal, die toegankelijk is vanaf de Via Monte Rosa aan de noordwestkant van het plein en de Via Michelangelo Bunarotti aan de noordkant van het plein, ligt op niveau -1 recht boven de sporen. De toegangspoortjes staan dwars op de sporen en vormen de scheiding tussen de voergangerstunnel tussen de toegangen en de eigenlijke verdeelhal. Uitstappers komen aan de zijkanten van de hal naar boven en kunnen daar direct door de poortjes het station verlaten. De instappers verdelen zich na de poortjes via het midden van de hal over de zijperrons afhankelijk van de gewenste richting. Midden tussen de poortjes is een ruimte voor de stationsopzichter. De verdeelhal wordt gedragen door een rij zuilen tussen de sporen.    